# Neckarzimmern
Neckarzimmern település Németországban, azon belül Baden-Württembergben. Lakosainak száma 1457 fő (2023. december 31.).

## Népesség
A település népessége az elmúlt években az alábbi módon változott:
| Lakosok száma | 1422 | 1806 | 1897 | 1751 | 1606 | 1675 | 1544 | 1536 | 1516 | 1457 |
|               | 1961 | 1967 | 1974 | 1980 | 1987 | 1993 | 2000 | 2006 | 2013 | 2023 |